# Liquorilactobacillus ghanensis
Liquorilactobacillus ghanensis — вид рухомих молочнокислих бактерій родини Lactobacillaceae. Бактерія виділена з ферментацій какао в Гані у 2007 році.

## Етимологія
Видова назва ghanensis посилається до Гани, де вид був вперше виділений.